# Ratatouille (jeu vidéo)
Pour les articles homonymes, voir Ratatouille (homonymie).
Ratatouille est un jeu vidéo de plates-formes édité par THQ et développé par Asobo Studio, Heavy Iron Studios ou Helixe selon les plates-formes, adapté du film du même nom réalisé par le studio d'animation Pixar sorti en 2007.

## Accueil

### Critiques
Les critiques varient d'une version à l'autre, la plus plébiscitée étant la version PS2 réalisée par le studio français Asobo Studio, totalisant un score moyen de 69 % sur le site GameRankings.

## Ventes
Le jeu s'est vendu à près de 2,5 millions d'exemplaires à travers le monde, toutes plates-formes confondues, selon l'Agence française pour le jeu vidéo ou à 4,32 millions selon VG Chartz.

## Distribution

### Voix françaises
- Guillaume Lebon : Rémy
- Christophe Lemoine : Emile
- Sébastien Desjours : Linguini
- Martial Le Minoux : un rat
- Paul Borne : Git
- Michel Dodane : Django